# Helmut Lütkepohl
Helmut Lütkepohl (26 juli 1951) is een Duits econoom en hoogleraar.

## Leven en werk
Lütkepohl werd in 1951 geboren. Hij studeerde in 1977 af in de wiskunde aan de Universiteit Bielefeld. In 1981 ontving hij daar zijn doctoraat in de economie. In 1985 ontving Lütkepohl zijn hoogleraarschap aan de Universiteit Hamburg en van 1987 tot 1992 was hij werkzaam als hoogleraar statistiek aan de Christian Albrechts Universiteit. Lütkepohl was van 1992 tot 2005 hoogleraar econometrie aan de Humboldtuniversiteit. Sinds 2002 doceert hij aan de European University Institute.
- Bibsys: 90229837
- Biblioteca Nacional de España: XX1080504
- Bibliothèque nationale de France: cb123287545 (data)
- CiNii: DA01097460
- DBLP: 33/9574
- Gemeinsame Normdatei: 10979544X
- International Standard Name Identifier: 0000 0001 0921 3473
- Library of Congress Control Number: n86090773
- Nationale Bibliotheek van Letland: 000066059
- Mathematics Genealogy Project: 198390
- Nationale Bibliotheek van Tsjechië: vse2005299933
- Nationale bibliotheek van Australië: 36011113
- Nationale Bibliotheek van Israël: 987007422492805171
- Nationale en Universitaire bibliotheek Zagreb: 000605006
- Nederlandse Thesaurus van Auteursnamen: 072528176
- Réseau des bibliothèques de Suisse occidentale: 02-A003540160
- Système universitaire de documentation: 032213174
- Virtual International Authority File: 85276947
- WorldCat: E39PBJdMbV6RF6b4YVDGMjwXBP